# Władysław Tarnowski

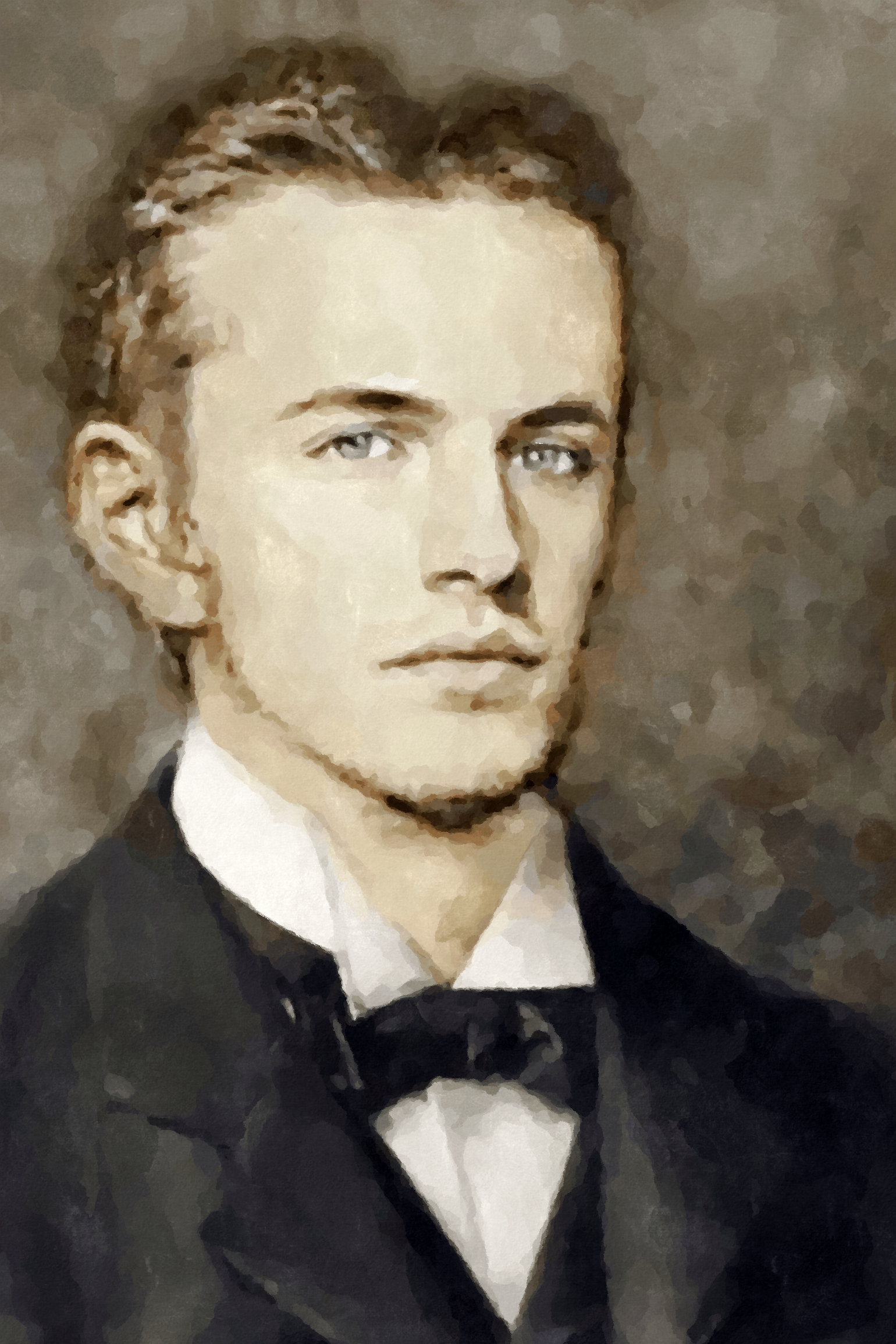
Władysław Tarnowski in jungen Jahren

Władysław Tarnowski (* 4. Juli 1836 auf Gut Wróblewice bei Drohobytsch, heute Ukraine; † 19. April 1878 bei San Francisco, Vereinigte Staaten) war ein polnischer Komponist, Pianist, Schriftsteller und Übersetzer. Er war auch unter dem Pseudonym Ernest Buława bekannt.

## Leben
Władysław Tarnowski wurde als Sohn des polnisch-österreichischen Grafen Walerian Tarnowski (1811–1861) und der Gräfin Ernestyna Tarnowska (1808–1840) im österreichischen Kronland Königreich Galizien und Lodomerien geboren. Władysław war Bruder des Landschaftsmalers Stanisław. Seine Mutter starb, als er vier Jahre alt war. Schon in jungen Jahren zeigte sich seine musikalische Begabung. Sein Vater veranlasste, dass er Frédéric Chopin vorgestellt wurde. Władysław Tarnowski besuchte das Gymnasium zunächst in Lemberg, dann in Krakau. Doch noch konnte er sich nicht ganz der Musik zuwenden. Denn der Vater bestand darauf, dass sein Sohn – vor einer Existenz als Künstler – sich zumindest die Grundlagen für eine spätere Laufbahn im k.k. Staatsdienst schaffen müsse. Auf Geheiß seines Vaters studierte er nach der Matura also Jura und Philosophie an der Jagiellonen-Universität in Krakau. 1857 schloss er seine Studien ab und war damit frei, ans Pariser Konservatorium zu gehen, wo er bei Daniel Auber studierte. Beim Ausbruch des Januaraufstandes 1864 eilte er in die Heimat und schrieb das Lied Jak to na wojence ładnie (sinngemäß: Wie nett der Krieg doch ist – ein ironischer Titel), das als Ausdruck der Sehnsucht nach nationaler Freiheit in Polen bis heute gesungen wird. Nachdem sich alle Hoffnungen zerschlagen hatten und die Kaiserlich Russische Armee den Aufstand niedergeschlagen hatte, setzte Tarnowski sein Studium am Leipziger Konservatorium (bei Ernst Friedrich Richter und bei Ignaz Moscheles) sowie bei Franz Liszt fort.
Tarnowski gab in den 1860er und in den frühen 1870er Jahren von der Musikkritik gefeierte Klavierkonzerte (u. a. in Breslau, Lemberg, Wien, Venedig, Florenz und Paris). In seiner Meisterschaft als Solist stellten Zeitgenossen ihn mit Anton Grigorjewitsch Rubinstein und Hans von Bülow auf eine Stufe. Seit den späten 1860er Jahren wandte sich Tarnowski mehr und mehr dem Komponieren zu. Seine Lieder und seine kammermusikalischen Kompositionen wurden vor allem in Salons und – besonders in Österreich-Ungarn und in Deutschland – als Hausmusik aufgeführt. Deshalb waren es durchweg österreichische und deutsche Musikverlage, die seine Werke verlegten.
Władysław Tarnowski unternahm zahlreiche und weite Reisen, u. a. in den Orient. Er starb – nur 41 Jahre alt – während einer Reise in die USA an einem Herzinfarkt.

## Werke (Auswahl)
- Streichquartett D-dur.[4]
- Fantasia quasi una sonata.
- Au souvenir d'un ange : romance pour piano et violon.

### Klavierstücke
- 3 Mazurkas (Wien ~1870, Verlag Bösendorfer).
- 2 pieces (beide Leipzig ~1870, Verlag C.F. Kahut):
  - Chart sans paroles.
  - Valse-poeme.
- L’Adieu de l’Artiste. Impromptu pour le piano. (Wien ~1870, Verlag J. Gutmann).[5]
- Sonate pour Piano composée et dediéé à son ami Br. Zawadzki (Wien ~1875, Verlag V. Kratochwill).[6]
- Grande polonaise quasi rapsodie symphonique (Wien ~1875, Verlag J. Gutmann).
- Extases au Bosphor, fantasie rapsodie sur les melodies orientales, op. 10 (Leipzig 1875, Verlag Forberg).
- Marsz żałobny. Z osobnej całości symfonicznej. Poświęcony pamięci Augusta Bielowskiego (Lwow ~1876, Verlag K. Wild) (polnisch)
- Ave Maria ("Album muzeum Narodowego w Raperswyllu", z roku 1876, S. 577–578)

- Nocturne pour Piano. A sa soeur Marie. (Wien o. J., Verlag V. Kratochwill).[7]
- Nuit sombre.[8]
- Nuit claire.[8]
- Andantino pensieroso ("Echo Muzyczne", 17 XII 1878)[9]

### Gesänge
- Zwei Gesänge mit Begleitung des Pianoforte. Frau Melanie Foglar-Deinhardstein gewidmet. Text von Ludwig Foglár. (Wien o. J., Verlag V. Kratochwill):[10]
  - Du Buch mit sieben Siegeln.

- - Ob du nun ruhst.

- Neig, o schöne Knospe Lied von Mirza Schaffy, componirt für eine Singstimme mit Begleitung des Pianoforte. Fräulein L. Ramann gewidmet. (Wien o. J., Verlag J. Gutmann).[11]

- Kennst du die Rosen. Lied für eine Singstimme mit Begleitung des Pianoforte gedichtet und componirt und seinem Freunde Professor Angelo von Gubernatis zugeeignet. (Wien o. J., Verlag J. Gutmann).[12]

- Ich sank verweint in sanften Schlummer Lied in der Sammlung Cypressen. Fünf characterische Gesänge

- Still klingt das Glocklein durch Felder (Wiedeń ~1875, Verlag J. Gutmann)

### Bühnenstücke
- Karlińscy (Drama mit Musik, 1874).
- Achmed oder der Pilger der Liebe (Oper, ~1875).[13]

- Joanna Grey (Drama mit Musik, 1875).[14]

## Literarische Werke
- Szkice Helveckie i Talia, Paul Rhode, Leipzig, 1868; deutsche Übersetzung von Albert Weiss: Schweizer-Skizzen.

## Literatur

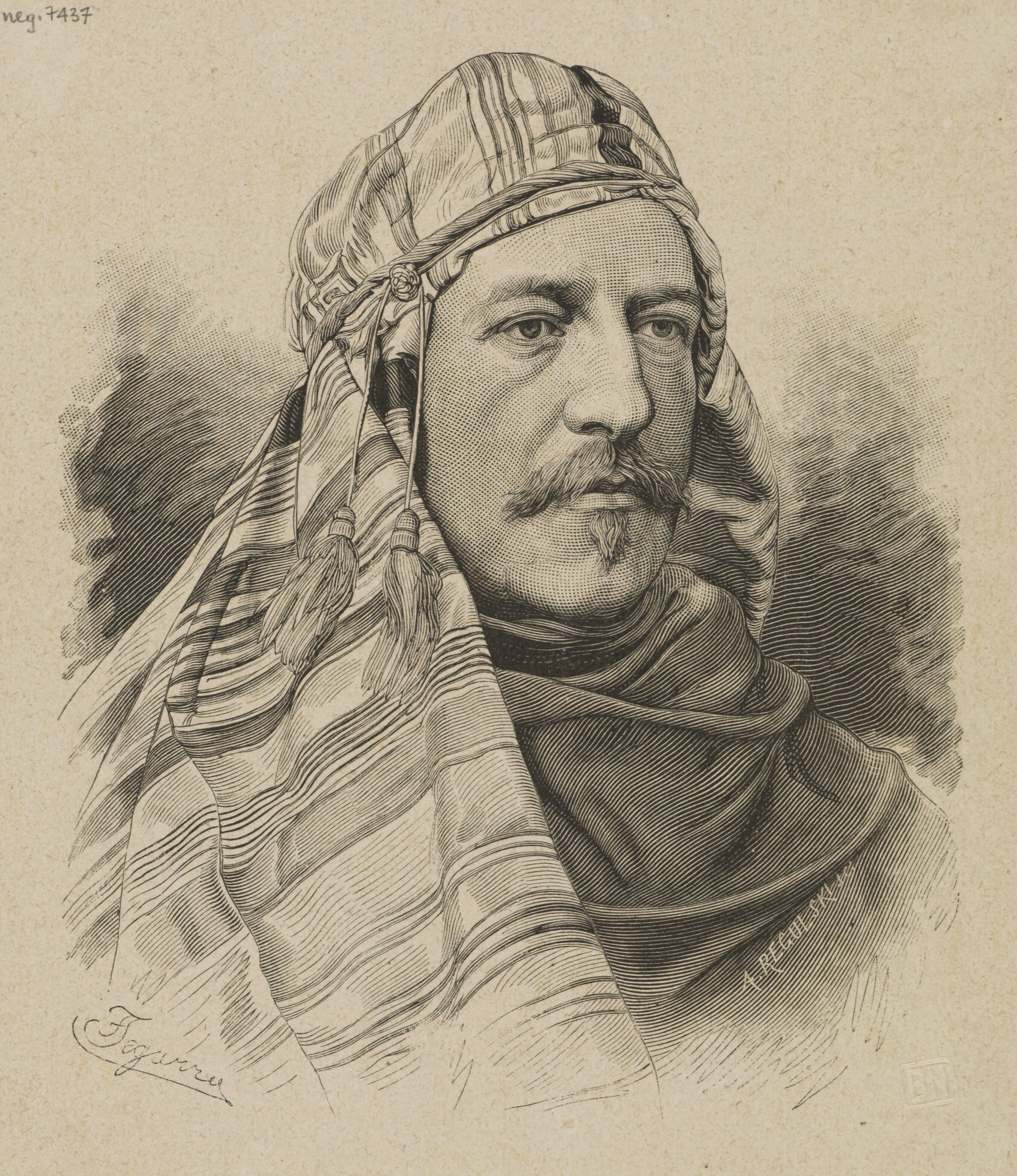
Władysław Tarnowski, Gravur von Aleksander Tadeusz Regulski nach einem Porträt von Franciszek Tegazzo, 1870er Jahre